# Neese
Koordinaten: 53° 16′ N, 11° 37′ O
Neese ist ein Ortsteil der Gemeinde Prislich im Landkreis Ludwigslust-Parchim im Südwesten Mecklenburg-Vorpommerns.

## Geographie und Verkehr
Der Ort liegt etwa einen halben Kilometer südlich von Prislich und 3,5 Kilometer südöstlich vom Amtssitz Grabow und ist vorwiegend von landwirtschaftlichen Nutzflächen umgeben. Lediglich im Osten existiert ein kleines Laubwaldgebiet. Die Geländehöhe der Ortslage liegt bei 32–39 Metern über dem Meeresspiegel. Kreisstraßen stellen Verbindungen in umliegende Orte, wie etwa Prislich, Zierzow und Kremmin, sowie zur Bundesstraße 5 her. Die Bahnstrecke Berlin–Hamburg, deren nächstgelegener Bahnhof in der Stadt Grabow liegt, verläuft südlich von Neese.
Bis zur Eingemeindung beider Orte nach Prislich gehörte Marienhof, früher Witwensitz, später Meierei, zu Neese.

## Geschichte
Der Ortsname könnte sich aus dem altslawischen nêga für Pflege herleiten. Möglich ist auch die Bedeutung Ort des Nêg, dessen Plural die Nêža lauten würde. Überlieferte Schreibungen des Namens sind to der Nesen (1424), Neße (1504) und Nese (1541/42).
Der Ort war bis zum Zweiten Weltkrieg ein Gutsdorf und somit landwirtschaftlich geprägt. Letzter Herr des Gutes war die Familie von Rodde.

## Sehenswürdigkeiten

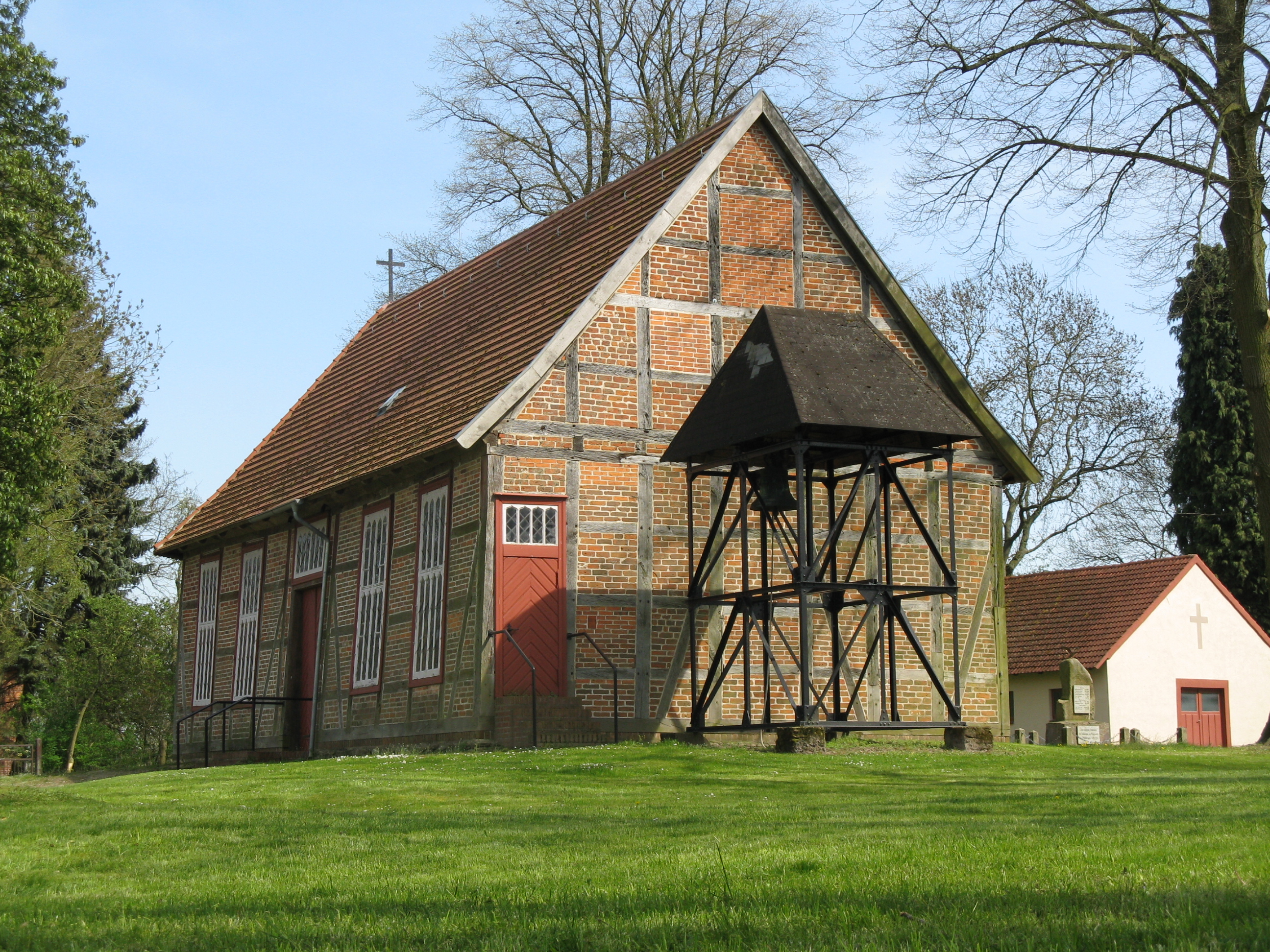
Dorfkirche

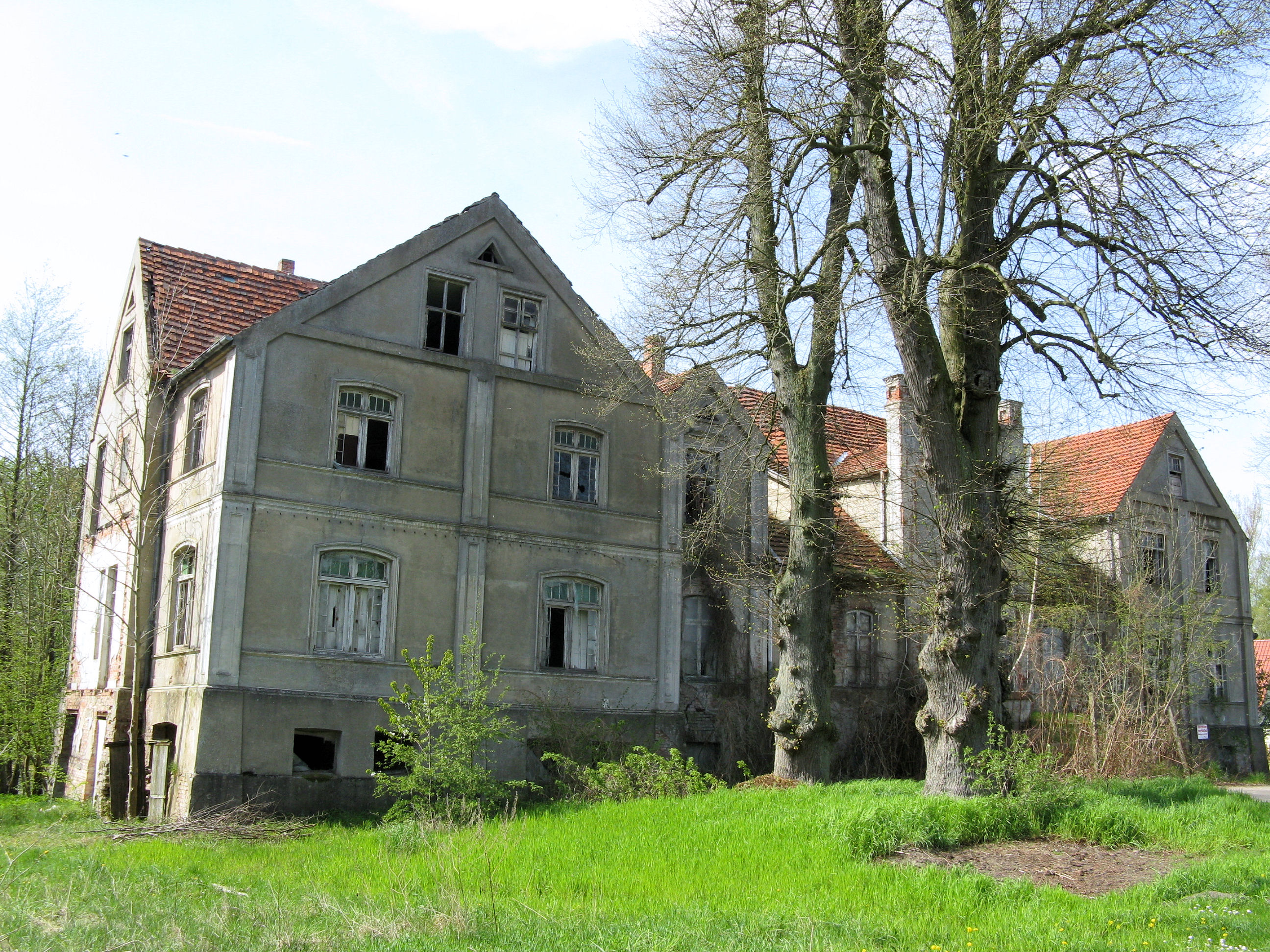
Gutshaus

### Dorfkirche Neese
Eine Kirche in Neese findet bereits 1541 Erwähnung. Der heute bestehende Fachwerkbau stammt jedoch von 1750 bis 1753. Er wurde 1998/99 saniert. Der helle Saal mit dreiseitigem Ostschluss besitzt eine flache Holzdecke. Die Fenster wurden neogotisch umgestaltet. Westlich, direkt neben der Kirche, steht ein metallener, freistehender Glockenstuhl, der eine Glocke besitzt. Zur Inneneinrichtung der Kirche zählt ein aus dem Vorgängerbau übernommener gotischer Flügelaltar mit neutestamentlichen Szenen, der eine Inschrift mit der Jahreszahl 1681 aufweist. Die Kanzel ist eine Stiftung von 1756. Auch der Taufständer mit Messingschale kommt aus dieser Zeit. Die Orgel ist ein Werk des Rostocker Orgelbauers Carl Börger von 1895.
Die Kirche, der Glockenstuhl und das Gefallenendenkmal 1914/18 stehen unter Denkmalschutz.

### Gutshaus
Das Gut Neese gehörte seit 1684 Kaspar Ernst von Wenkstern und wechselte ab 1732 häufig den Besitzer. In den 1930er Jahren war Freiherr von Rodde letzter Besitzer des Gutes.
Die Gutsanlage mit Gutshaus, Torpfeiler, Park und Schnitterkaserne befinden sich auf der Denkmalschutzliste des Landkreises. Das Gutshaus steht heute leer und ist dem Verfall preisgegeben. Auch der Park ist völlig verwildert.

### Weitere Denkmale
Weitere denkmalgeschützte Objekte des Ortes sind das Pfarrhaus, die Kastanienallee mit Kopfsteinpflasterung, der Kirchhof mit dem Grabkreuz S. Moellers, dem Begräbnis der Familie Bachmann und dem Gefallenendenkmal 1914/18 sowie ein großer Stall in der Neuen Straße.

## Söhne und Töchter Neeses
- Heinrich Biedenweg (1811–1880), Jurist und Politiker